# Alloxacis collenettei
Alloxacis collenettei là một loài bọ cánh cứng trong họ Oedemeridae. Loài này được Blair miêu tả khoa học năm 1928.